# NGC 6438
NGC 6438 ist eine linsenförmige Galaxie vom Hubble-Typ S0 im Sternbild Oktant und etwa 102 Millionen Lichtjahre von der Milchstraße entfernt. Sie steht in starker Wechselwirkung mit PGC 61793 (auch NGC 6438A genannt).
Sie wurde zusammen mit dieser am 2. Juni 1835 von John Herschel mit einem 18-Zoll-Spiegelteleskop entdeckt, der dabei „pB, R, vgbM“ notierte.